# Midhat Pasza
Midhat Pasza (ur. 18 października 1822 w Stambule, zm. 8 maja 1883 w At-Ta’if) – turecki polityk.
Karierę rozpoczął jako urzędnik państwowy w sekretariacie wielkiego wezyra. W latach 1864–1869 był gubernatorem Bułgarii. Realizował założenia reformy administracyjnej z 1864, która wprowadzała system wilajetów w miejsce dotychczasowych prowincji. Podczas piastowania swego urzędu, wykazał się aktywnością, dzięki czemu udało mu się podnieść stan gospodarczy tej prowincji, przekształcając ją w dobrze prosperujący okręg imperium. W czasie jego działalności w prowincji bułgarskiej zostało zbudowanych wiele szkół, dróg oraz spichlerzy. W wyniku konfliktu z wielkim wezyrem Mehmedem Emin Ali Paszą został przeniesiony jako gubernator do Bagdadu, z którego wrócił do Stambułu w 1872.
Przez krótki czas w 1872 roku sprawował urząd wielkiego wezyra. W maju 1876 doszło do przewrotu przeciwko władzy Abdülaziza, czego konsekwencją było przejęcia władzy przez działaczy Ruchu Młodoosmańskiego. Jako stronnik przemian Midhat Pasza został ponownie pod koniec roku wielkim wezyrem. Był zwolennikiem wprowadzenia pierwszej konstytucji osmańskiej, która wieńczyła okres reform Tanzimatu. Ustawa zasadnicza została przyjęta 23 grudnia 1876 przez Abdülhamida II, który w sierpniu 1876 zastąpił Murada V.
Midhat Pasza został 5 lutego 1877 zdymisjonowany przez Abdülhamida i wygnany z kraju. Sułtan, wykorzystując słabnącą siłę Ruchu Młodoosmańskiego, zawiesił konstytucję 14 stycznia 1878. Pod naciskiem dyplomacji mocarstw zachodnich, które wspierały reformistyczną politykę Midhata Paszy, zezwolił na jego powrót 6 września 1878. Krótko piastował jeszcze funkcję gubernatora Syrii i Izmiru, lecz po oskarżeniu o morderstwo sułtana Abdülaziza został aresztowany i w wyniku pokazowego procesu skazany na śmierć w czerwcu 1879. Dzięki wstawiennictwu dyplomatów zachodnich zmieniono karę na wygnanie do At-Ta’if w Arabii, gdzie w 1883 został zabity przez nieznanych sprawców.